# Urgleptes cobbeni
Urgleptes cobbeni es una especie de escarabajo longicornio del género Urgleptes, tribu Acanthocinini, subfamilia Lamiinae. Fue descrita científicamente por Gilmour en 1963.

## Descripción
Mide 2-6 milímetros de longitud.

## Distribución
Se distribuye por Curazao, Guadalupe, Martinica, Montserrat, Saba, San Eustaquio, isla de San Martín, Barbados y Bonaire.